# Castelvisconti
Castelvisconti (lombardul: Castelviscunt) település Olaszországban, Lombardia régióban, Cremona megyében. Lakosainak száma 295 fő (2023. január 1.). Castelvisconti Azzanello, Bordolano, Borgo San Giacomo, Casalbuttano ed Uniti, Casalmorano és Quinzano d’Oglio községekkel határos.

## Népesség
A település lakossága az elmúlt években az alábbi módon változott:
| Lakosok száma | 329  | 301  | 284  | 295  |
|               | 2013 | 2017 | 2018 | 2023 |